# Æthelbald van Wessex
Æthelbald (ca. 834 – 860) was koning van Wessex en Kent van 856 tot 860.
Hij was de tweede zoon van koning Æthelwulf. Hij dwong zijn vader tot aftreden en trouwde in 858 met zijn stiefmoeder Judith, een dochter van Karel de Kale, koning der Franken.
Het huwelijk werd nietig verklaard om redenen van bloedverwantschap en Karel beval zijn dochter terug naar Frankrijk waar zij in een klooster in Senlis belandde. Daaruit werd zij later geschaakt door Boudewijn I, graaf van Vlaanderen. Uit hun verbintenis kwam een stamboom voort, waartoe de latere koningin Mathilde van Vlaanderen behoort, de vrouw van Willem de Veroveraar.
Æthelbald stierf in 860 en werd begraven in Sherborne in Dorset. Hij werd opgevolgd door zijn broer Æthelberht.
Cerdic · Cynric · Ceawlin · Ceol · Ceolwulf · Cynegils · Cwichelm · Cenwalh · Penda van Mercia/Cenberht (?) · Cenwalh · Seaxburg · Æscwine · Centwine · Cædwalla · Ine · Æthelheard · Cuthred · Sigeberht · Cynewulf · Beorhtric · Egbert · Æthelwulf · Æthelbald · Æthelberht · Æthelred · Alfred de Grote · Eduard de Oudere · Æthelstan
- Gemeinsame Normdatei: 137805411
- International Standard Name Identifier: 0000 0000 3876 6758
- Library of Congress Control Number: nb2008005860
- Virtual International Authority File: 53682160
- WorldCat: E39PBJrgFbVJTDCPbHpfRpCmh3